# موازنة الوحدة (طاقة)
موازنة الوحدة (بالإنجليزية: Balance of plant أو اختصاراً: BOP) هو مصطلح يستخدم بشكل عام في سياق هندسة الطاقة للإشارة إلى كل المكونات والأنظمة المساعدة في محطة الطاقة واللازمة لإيصال الطاقة، ولا يقصد به الطاقة نفسها بل تلك المكونات والأنظمة الموصلة لها. وهذه قد تشمل الأنظمة المحولات،  وهياكل الدعم والتثبيت المتعددة والتي تختلف وفقا لنوع الوحدة.
- Balance of system